# Gaudichaudia (Xanthidae)
Gaudichaudia là một chi cua thuộc họ Xanthidae.

## Các loài
Chi này được ghi nhận gồm các loài sau:
- Gaudichaudia gaudichaudii (H. Milne-Edwards, 1834)
- Gaudichaudia tridentatus (Lenz, 1902)